# 모함마드 나시리
모함마드 나시리 세레슈트(페르시아어: محمد نصیری سرشت, 1945년 7월 31일 ~ )는 이란의 역도 선수이다. 1968년 하계 올림픽에서 금메달을 획득했다.

## 생애
1965년 테헤란에서 열린 1965년 세계 역도 선수권 대회에 출전했고 밴텀급 (56 kg)에서 4위를 했다. 그는 1968년 하계 올림픽에서 금메달을 획득했다. 1976년 몬트리올에서 열린 1976년 하계 올림픽에서 동메달을 획득한후 선수 생활을 마감했다.
1995년에 국제 역도 연맹 명예의 전당에 헌액되었다.